# Gorgida
Gorgida (in greco antico: Γοργίδας?, Gorghìdas; Tebe, ... – ...; fl. IV secolo a.C.) è stato un politico e militare greco antico, creatore e primo comandante del battaglione sacro tebano.

## Biografia
Gorgida è menzionato per la prima volta da Plutarco nell'episodio della presa della rocca Cadmea in Tebe (inverno 379-378 a.C.).
Dopo l'eliminazione dei tiranni Archia e Leonziade (che erano andati al potere nel 382 a.C. dopo il colpo di stato oligarchico compiuto dallo spartano Febida su istigazione dello stesso Leonziade), Gorgida ed Epaminonda raggiunsero Pelopida e gli altri per condurli solennemente all'assemblea tebana, dove incitarono il popolo a combattere per la propria patria ed i propri dei.
Sempre nel 378 Gorgida e Pelopida furono nominati beotarchi; Plutarco attribuisce proprio a Gorgida il piano di corrompere Sfodria, l'armosta spartano che il re di Sparta Cleombroto I aveva posto come comandante a Tespie, così da indurlo ad invadere l'Attica ed il territorio ateniese: in questo modo si ruppe la pace che vigeva tra Sparta ed Atene.
L'ultima volta in cui si parla di Gorgida è relativamente alla formazione del famoso battaglione sacro: fu lui a scegliere i 300 uomini che lo componevano.